# Station Aspedammen
Station Aspedammen is een spoorwegstation in  Aspedammen, gemeente Halden in fylke Viken in Noorwegen. Het station, uit 1879, ligt aan Østfoldbanen. Het stationsgebouw is ontworpen door Balthazar Lange.